# Chrysopilus beameri
Chrysopilus beameri är en tvåvingeart som beskrevs av Hardy 1949. Chrysopilus beameri ingår i släktet Chrysopilus och familjen snäppflugor.
Artens utbredningsområde är Florida. Inga underarter finns listade i Catalogue of Life.